# Juhász Kata
Juhász Kata Budapesten élő táncművész, koreográfus, kortárstánctanár, piláteszoktató és gyakorló háziorvos. 
Gyermekkorában egy évtizeden át versenyszerűen műkorcsolyázott és jégtáncolt. Klasszikus balettet és jazztáncot Jeszenszky Endre tanítványaként, modern és kortárs táncot különböző programokon és iskolákban tanult, többek között az Egyesült Államokban a Columbus Balettnél, Franciaországban a Centre National de Danse Contemporaine-ban (CNDC) és Ausztriában Danceweb-ösztöndíjasként. 1998-ban a Semmelweis Egyetemen végzett általános orvosként, 2009-ben a Magyar Táncművészeti Egyetemen szerzett koreográfusi diplomát.
Pályakezdő táncosként 1992-től 2001-ig táncolt a Vígszínház és a Pesti Színház musicaljeiben: több száz West Side Story  és Dzsungel könyve előadásban lépett fel. 1998-2006 között a magyarországi Frenák Pál Társulat alapító tagja, 8 éven keresztül a francia–magyar társulat szólistája volt.  Az együttessel vendégszerepelt Európa és Japán színházaiban és fesztiváljain. 2011-ben előadóként részt vett Nigel Charnock Revolution című előadásának létrehozásában.
1996 óta jelentkezik önálló koreográfiákkal és szóló előadásokkal. Saját társulatát, a Juhász Kata Társulatot 2006-ban alapította, együttesével fellép budapesti és vidéki színházakban, rendszeresen turnézik Európa különböző fesztiváljain. Színpadi munkáit erősen jellemzi a társművészetek (élő zene, videó, multimédia) bevonása. Határozott törekvései közé tartozik a kortárs tánc kimozdítása a hagyományos színházi terekből: előadásokat készít kávéházak és galériák terébe. Külföldi műhelyekben is dolgozik. Rezidens művészként készítette 2012-ben a Départs programban Szoborrá avatom c. koreográfiáját Bukarestben, 2014-ben a Visegrádi Alap IVF programjában a Bemelegítés c. darabját Varsóban. 2016-ban az Entertain me és 2019-ben a Declaration of Independence című előadását Dániában, az Eugenio Barba által vezetett Nordisk Teaterlaboratoriumban készítette és mutatta be. 2017-ben a New York-i központú CEC ArtsLink díjazottjaként az Egyesült Államokbeli Minneapolisban koreografálta Újratölthető című előadását. 2018-ban részt vett a Philadelphia Dance Projects Bilateral Artist Exchange programjában. Philadelphiában, New Yorkban és az Indianapolis Egyetem bloomingtoni campusában is előadta előadásait.
Európában is első 3D technikával MAYA címen 2010-ben készült táncfilmjét 2011-ben bemutatták az amszterdami CINEDANS táncfilm fesztivál nyitófilmjeként, majd vetítették a 42. Magyar Filmszemle versenyprogramjában, továbbá különböző fesztiválokon Franciaországban, Görögországban, Lengyelországban.
Külön figyelmet fordít az ifjúsági közönségre: a CNDC Angersban tanult tánc-színház nevelési és az azokhoz kapcsolódó improvizációs technikákat, valamint a Frenák Pál Társulat tagjaként a francia színházakban, középiskolákban és egyetemeken Lille-ben, Creil-ben és Villeneuve d’Ascque-ban vezetett beavató programokból szerzett tapasztalatait fejlesztette tovább tánc-színháznevelési programjaiban. Elsők között kezdte el kifejezetten tér-specifikus, korosztályokra bontott iskoláknak szóló táncszínháznevelési programjait Magyarországon, valamint a budapesti Goethe Intézet támogatásával szervezett DTIE konferenciát Budapesten. Osztálytermi előadása, A rossztanuló felel az első Tantermi Színházi Szemle egyik fődíját nyerte, Bemelegítés című tornatermi előadása a 2016-os Assitej Kaposvári Gyermekszínházi Biennálén Békés Pál-díjat nyert.
1993 óta oktat kortárs táncot és tart táncanatómia kurzusokat. 2012-2016 a Győri Tánc-és Képzőművészeti Szakközépiskola tanára volt. Rendkívül eredményes pedagógus: tanítványai a nemzetközileg legelismertebb társulatokban táncolnak. 2005-ben a MU Színház posztgraduális pedagógiai programjának, a MU Terminálnak egyik alapítója volt.